# Oplopanax
Oplopanax (Oplopanax) je rod rostlin patřící do čeledě aralkovité (Araliaceae). Zahrnuje celkem 3 druhy pocházející ze západu Severní Ameriky a severovýchodní Asie.

## Použití
V našich podmínkách lze pěstovat všechny druhy rodu jako okrasné rostliny. Jsou vhodné jako podrost.